# Luitré-Dompierre
Luitré-Dompierre – gmina we Francji, w regionie Bretania, w departamencie Ille-et-Vilaine. W 2013 roku liczba ludności wynosiła 1939 mieszkańców. 
Gmina została utworzona 1 stycznia 2019 roku z połączenia dwóch ówczesnych gmin: Dompierre-du-Chemin oraz Luitré. Siedzibą gminy została miejscowość Luitré. 